# Antiapeninos
Los Antiapeninos (en italiano, Antiappennino o Antiappennini) son el conjunto de grupos montañosos situados en Italia y totalmente independientes de la cadena de los Apeninos, de los cuales están separados por largas y profundas depresiones. Los Antiapeninos están constituidos por un complejo  muy irregular de elevaciones montuosas, que se encuentran muy cercanas a la costa, en los bordes externos de la zona subapenínicas.
Por su naturaleza, los Antiapeninos se encuentran en muchas regiones de Italia. Sobre la vertiende adriática pertenecen a los Antiapeninos los montes Conero, de escaso relieve (572 m), el Gargano (1056m), espolón de la península, y los nivelados suelos calcáreos de las Murge y de la península Salentina. Hacia la vertiente tirrena las elevaciones montuosas que constituyen la fachada de los Antiapeninos, sobresalen mayormente.

## Subdivisión
Normalmente la subdivisión de los Antiapeninos viene dada por las regiones italianas:
- Antiapeninos toscanos (Antiappennino toscano). La cadena principal está formada en la parte septentrional de las colinas del Chianti y de Montepulciano, famosas por sus vinos. La cadena baja para dejar pasar el Paglia, después de la cual continúa por la zona volcánica de los Antiapeninos tosco-romanos.
- Antiapeninos laciales (Antiappennino laziale). Se extiende desde la Fiora hasta el Garigliano y está dividido por el Tíber en dos partes; entre la Fiora y el Tíber se encuentran los montes Volsinos en torno al lago de Bolsena, los Ciminos en torno al lago de Vico, y los montes Sabatinos en torno al lago de Bracciano, todos de origen volcánico. La segunda parte está más allá del Tíber, en la zona volcánica antiapenínica con los montes Albanos, grupo aislado que conserva aún trazas de actividad volcánica con varias solfataras.
- Antiapeninos campanos (Antiappennino campano). De las hoces del Garigliano a aquella del Sele, siempre a lo largo del litoral tirreno, se alzan muchos grupos de montañas de origen volcánico.
- Antiapeninos apulo-gargánicos (Antiappennino apulo-garganico). El Gargano, las Murge y las alturas de la península Salentina son consideradas como un subsistema distinto del Apenino por ser de naturaleza totalmente diversa de aquella.

## Montañas principales

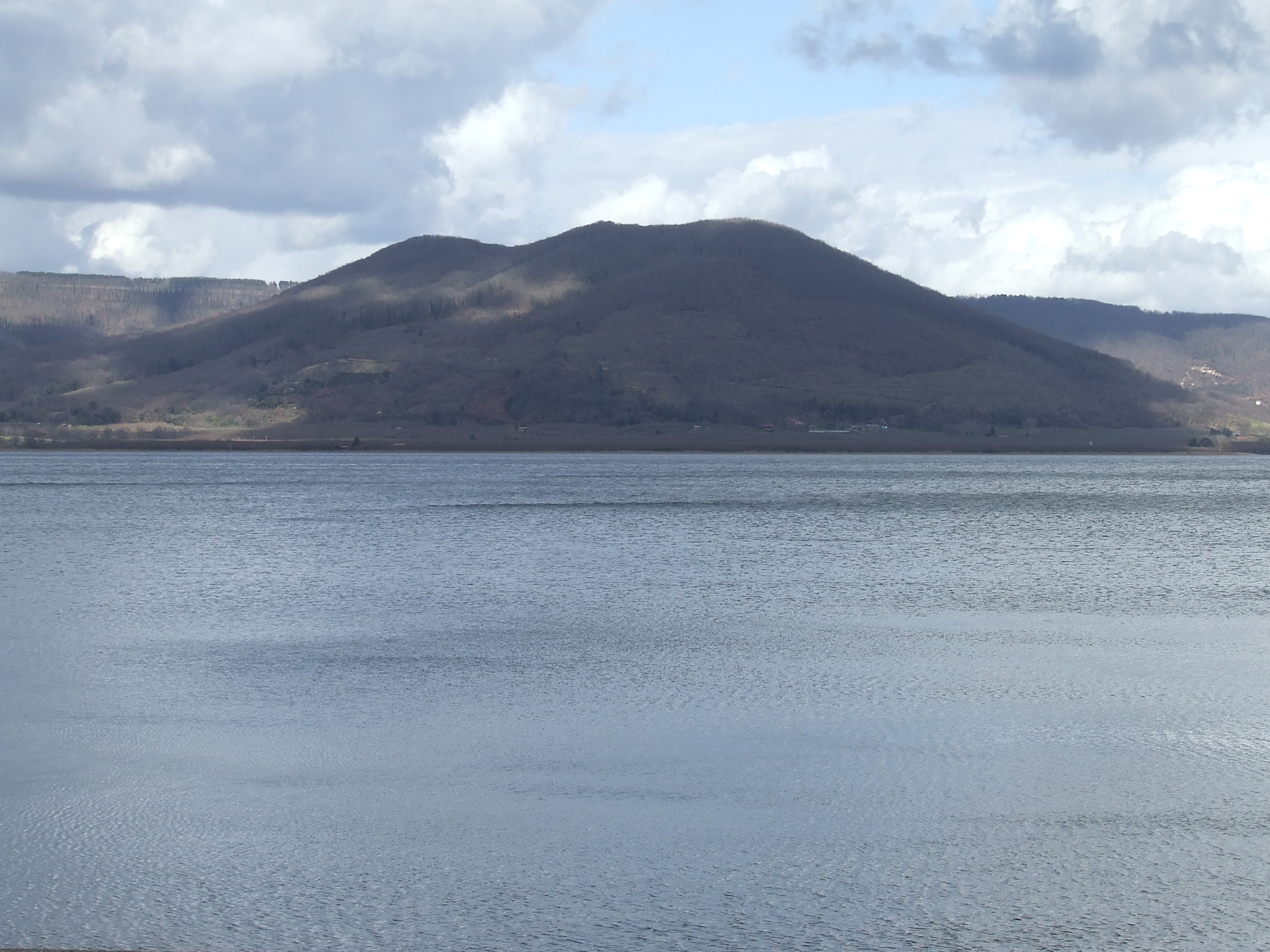
I Cimini - Monte Venere

- Monte Amiata - 1.738 m
- Vesuvio - 1.281 m
- Monte Cetona - 1.148 m
- Monte Calvo - 1.056 m
- Monte Cimino - 1.053 m
- Monte Soratte - 691 m

## Lagos
La zona antiapenínica es rica en lago sobre todo de origen volcánico. Los principales entre ellos son:
- Lago de Bolsena
- Lago de Bracciano
- Lago de Martignano
- Lago de Vico
- Lago de Albano
- Lago de Nemi

- Datos: Q962875